# Studios Polar
Les studios Polar sont des studios d'enregistrement créés par les membres d'ABBA Björn Ulvaeus et Benny Andersson et leur manager Stig Anderson, propriétaire du label Polar Music. Situés à Stockholm, en Suède, ils ouvrent le 18 mai 1978 et servent pour plusieurs albums du groupe, ainsi qu'à de nombreux autres artistes notables par la suite. Les loyers étant trop cher, les studios ferment en 2004.

## Histoire

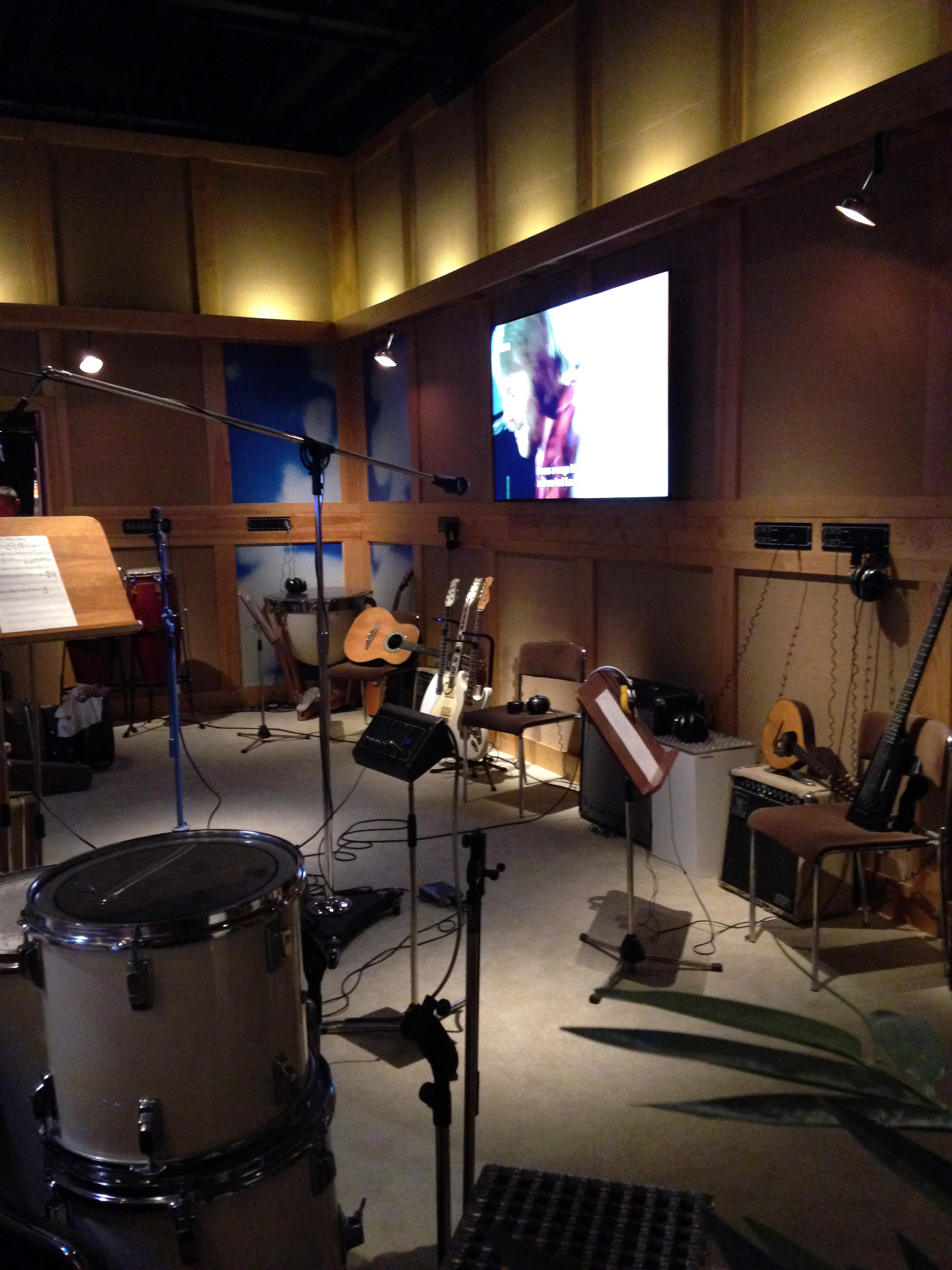
Reconstitution du studio à ABBA the Museum.

À l'origine, au 58-60 Sankt Eriksgatan, c'est un cinéma construit en 1934 qui se tient dans le quartier de Kungsholmen. Björn Ulvaeus et Benny Andersson, membres d'ABBA, et leur manager Stig Anderson commencent à aménager les lieux en 1977 et ouvrent officiellement les studios le 18 mai 1978. Six ans plus tard, Anderson rachète toutes les parts de l'entreprise.
Le premier album non-ABBA enregistré est In Through the Out Door de Led Zeppelin en 1978. Il est suivi par l'album solo de la chanteuse d'ABBA Anni-Frid Lyngstad Something's Going On, qui est produit par Phil Collins, batteur de Genesis. Ces derniers y enregistreront l'album Duke en 1979. Le clip vidéo de la chanson Gimme! Gimme! Gimme! (A Man After Midnight) d'ABBA y est filmé. Les studios accueillent ensuite de nombreux autres artistes notables tels que Ramones, Rammstein, Roxy Music, Adam and the Ants, Backstreet Boys, Beastie Boys, Belinda Carlisle, Burt Bacharach, Céline Dion, Roxette, Entombed, The Hellacopters, Joan Armatrading et un certain nombre d'artistes suédois.
Avec l'augmentation des loyers, les studios ferment leurs portes en 2004.

## Matériel
La pièce centrale du studio est équipée d'une console Harrison Audio modifiée par le technicien Leif Mases afin de lui donner un son unique proche de ce que fait Neve[réf. nécessaire]. En 1981, les studios s'équipent d'un enregistreur numérique 3M et profitent à l'album d'ABBA The Visitors, qui est un des premiers succès majeurs parmi les disques compacts.